# Моделът на Пикман
Моделът на Пикман (на английски: Pickman's Model) е разказ на ужаса, написан от Хауърд Лъвкрафт през септември 1926 г. и публикуван за първи път в списанието „Weird Tales“ през октомври 1927 г.
В България разказът е публикуван през 2002 г. като част от сборника „Шепнещият в тъмнината“ на издателство „Орфия“, София, в поредицита Библиотека „Фантастика“, № 45.

## Сюжет
Внимание:  Текстът по-долу разкрива сюжета на произведението (или части от него)!
В произведението се разказва са талантливия бостънски художник Ричард Пикман. Той рисува фантастични, изпълнени с ужас картини, които са гениални като техника и майстроство, но в същото време потресаващи и отвратителни като теми и сюжети, и предизвикват основателно съмнение в психическото здраве и здравия разсъдък на автора им. На картините си Пикман рисува невъобразими и ужасяващи демони и чудовища.
Една вечер Пикман кани приятеля си, от чието име се води разказът, да разгрледа ателието му, намиращо се в една стара къща в бостънския квартал Норт енд. Там разказвачът вижда нови ужасяващи картини, както и стария кладенец в мазето, водещ към изоставени подземни проходи под града, свързващи древните сгради и гробища и служещи някога за скривалища на вещици. Ставайки неволен слушател на схватката между художника и обитателите на кладенеца, ужасеният разказвач напуска старата къща, взимайки неволно със себе си една от фотографиите, от които Пикман рисува фона за своите картини. Когато я разглежда на другия ден обаче, той вижда че фотографията е запечатала и образа на ужасното създание, което Пикман рисува и на своите картини. По някакъв начин Пикман е успял да влиза в досег с демоните от кладенеца, да ги извиква в подземието на ателието си, да ги снима и рисува. В края на разказа Пикман изчезва.